# Супербрашнен червей
Zophobas morio са бръмбари от семейство Tenebrionidae, чиито ларви са известни като зофобас.

## Описание
Историческата родина на вида е Централна и Южна Америка. Бръмбарите достигат дължина от 30 – 35 мм. Ларвите с дължина до 70 mm.

## Жизнен цикъл
Женската снася около 145 – 200 яйца. Излюпват се за 7 – 11 дни. След 5 – 7 седмици ларвите престават да растат, а след още 4 – 6 седмици правят какавида в която прекарват още 2 седмици; Средната продължителност на живота на имагото (възрастно насекомо) е  1 година

## Развъждане
Заедно с мраморната хлебарка, Zophobas morio се смята за най-лесното за гледане насекомо. Zofobas се гледат при стайна температура в пластмасов съд (кофи, контейнери) без мирис напълнена със слой от 4 – 5 см стърготини. За разплод трябва да използвате около 10 бръмбари с различен пол. Моркови и зеле могат да се използват като храна, а от сухите храни могат да се използват ориз, просо, елда и др.
Ларвите на Zofobas в промишлен мащаб се произвеждат в птицеферми, където мъртвите птици служат като храна за ларвите, а самите зофобас от своя страна служи като храна за птиците.

## Приложение
Ларвите на Zophobas morio се използват като:
- фураж за домашни птици (пилета, гъски)
- подхранване екзотични домашни любимци (например тарантули и австралийски дървесни жаби)
- храна за насекоми, които се хранят с насекоми (например мравки)
- риболовна стръв
- в училищата – за пример демонстриращ превръщането на ларвите във възрастни насекоми.
- в Чехия произвеждат алкохолна тинктура с ларвите